# Magnolia hodgsonii
Magnolia hodgsonii är en magnoliaväxtart som först beskrevs av Joseph Dalton Hooker och Thomas Thomson, och fick sitt nu gällande namn av Hsüan Keng. Magnolia hodgsonii ingår i släktet Magnolia och familjen magnoliaväxter. Inga underarter finns listade i Catalogue of Life.

## Bildgalleri

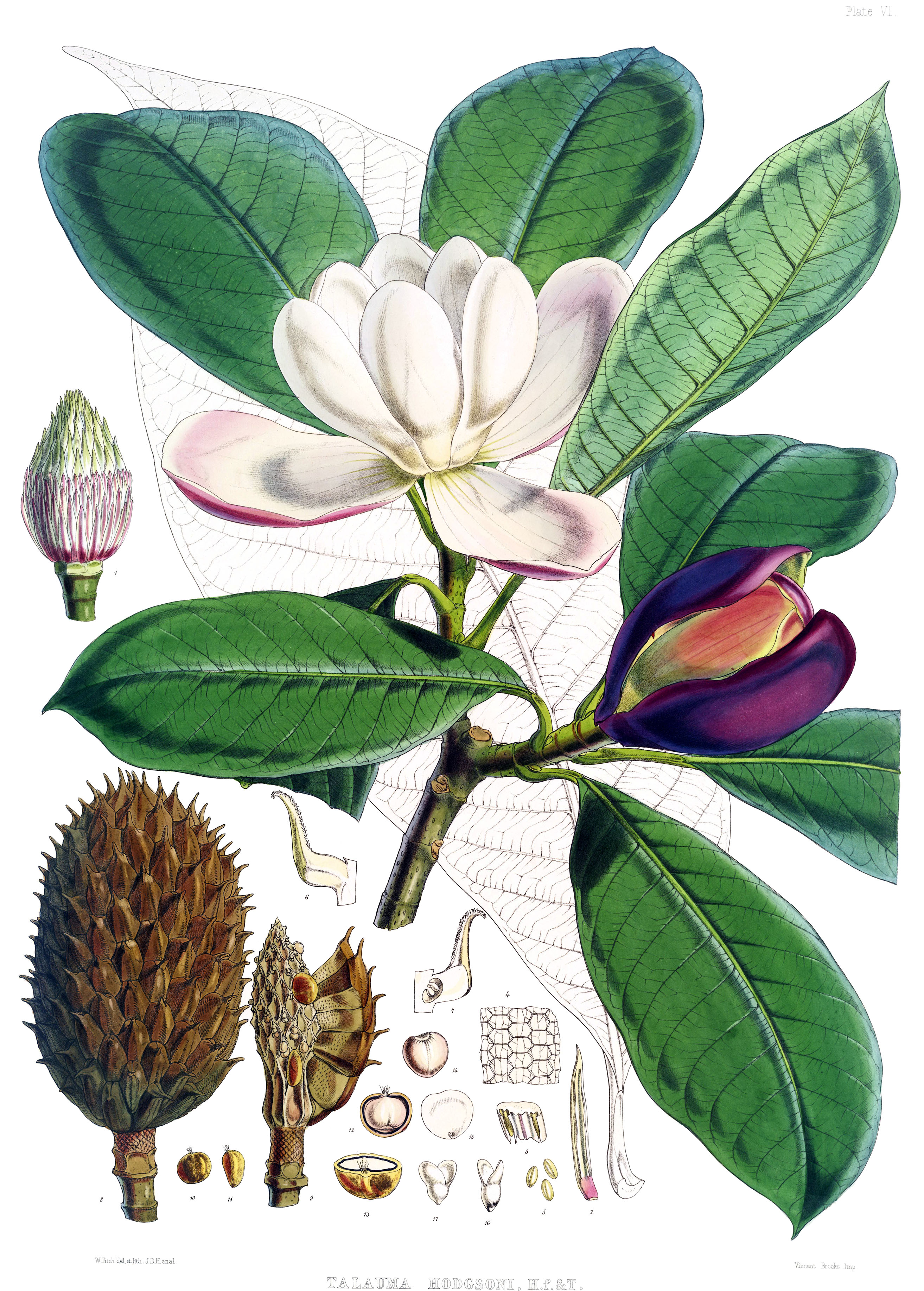